# خواجه احمد حماد سرخسی
خواجه احمد حماد سرخسی، از صوفیان و عرفای دوره آغاز حکومت سلجوقیان بوده‌است. در کتاب خراسان بزرگ آمده که مقبره وی در قریه اندکان از نواحی سرخس می‌باشد.